# Captain America: Občanská válka
Captain America: Občanská válka (v anglickém originále Captain America: Civil War) je americký akční film z roku 2016, který natočili režiséři Anthony a Joe Russoovi podle komiksů o Captainu Amerikovi. V titulní roli Steva Rogerse, jenž jako supervoják Kapitán Amerika vede jednu ze stran znesvářeného týmu Avengers, se představil Chris Evans, který si tuto postavu zahrál i v předchozích snímcích Captain America: První Avenger (2011) a Captain America: Návrat prvního Avengera (2014). Jedná se o třináctý celovečerní snímek filmové série Marvel Cinematic Universe.

## Příběh
V roce 1991 je James „Bucky“ Barnes, supervoják s vymytým mozkem, poslán ze sibiřské základny organizace Hydra na misi, ve které má zastavit auto převážející kufřík se sérem supervojáka. V současnosti, přibližně rok po Ultronově porážce v Sokovii, se Steve Rogers, Nataša Romanovová, Sam Wilson a Wanda Maximovová snaží zastavit Brocka Rumlowa, který chce se svým týmem ukrást z laboratoře v Lagosu biologickou zbraň. Rumlow se nakonec odpálí sám, protože doufá, že zabije i Rogerse. Maximovová použije svoji telekinezi a pokusí se přemístit výbuch mimo budovu, přitom však zničí blízko stojící dům, ve kterém zemře několik wakandských humanitárních pracovníků.
Americký ministr zahraničí (v českém dabingu jako ministr vnitra) Thaddeus Ross informuje tým Avengers, že Organizace spojených národů připravuje schválení Sokovijské smlouvy, díky které bude zřízen panel OSN, jenž má dohlížet na činnost Avengers. Tým se však po tomto sdělení rozdělí: Tony Stark takový dohled podpoří, protože si dává za vinu Ultronovo stvoření a devastaci Sokovie, Rogers ovšem toto odmítá, neboť věří více svému vlastnímu úsudku, než vládním nařízením a záměrům. Steve také obdrží zprávu, že zemřela jeho přítelkyně z dob druhé světové války, bývalá agentka Peggy Cartertová. Proto se následně v Londýně zúčastní jejího pohřbu. Na konferenci ve Vídni, kde má být smlouva ratifikována, zabije nastražená bomba T'Chaku, krále Wakandy. Bezpečnostní záběry naznačí, že útočníkem je Barnes, kterému králův syn T'Challa slíbí smrt. Steve Rogers se od agentky CIA Sharon Carterové, Peggyiny neteře, dozví, kde se Barnes, jeho kamarád z mládí, nachází, a protože úřady ho chtějí zabít, vydá se společně se Samem Wilsonem za ním. V Bukurešti ho najdou a pokusí se ho zachránit, jak před bezpečnostními složkami, tak před T'Challou, který po něm jde v nezničitelném obleku pantera. Všichni čtyři jsou ale zadrženi.
Helmut Zemo, sokovijský plukovník, najde a zabije Barnesova starého manipulanta z Hydry a ukradne mu knihu se slovy, které jsou spouštěčem k Barnesovu vymytí mozku. Následně se dokáže infiltrovat do berlínského zařízení, kde je Barnes zadržován. Tam mu odrecituje uvedená slova, díky čemuž jej Barnes začne poslouchat. Po výslechu ho pošle řádit, aby zamaskoval svůj útěk. Rogers svého kamaráda zastaví a proklouzne s ním pryč. Zanedlouho je Barnes opět při smyslech a vysvětlí Steveovi, že skutečným útočníkem z Vídně je Zemo, který se jej nyní ptal na umístění základny Hydry na Sibiři, neboť právě tam jsou v kryogenické stázi drženi ostatní „Winter Soldierové“. Protože Rogers nechce čekat na schválení akce proti Zemovi, společně s Wilsonem začnou jednat na vlastní pěst a do svého týmu získají Maximovovou, Clinta Bartona a Scotta Langa. Tony Stark však s Rossovým povolením vytvoří druhý tým (Romanovová, T'Challa, James Rhodes, Vision a Peter Parker, o kterém se Tony dozvěděl díky internetovým videům), se kterým chce odpadlíky zadržet. Starkovi spojenci dostihnou Rogerse a ostatní na letišti Leipzig/Halle, kde začnou spolu bojovat. Romanovová však nakonec pomůže Rogersovi a Barnesovi utéct. Zbytek z Rogersova týmu je zajat a umístěn do věznice Raft uprostřed moře. Romanovová odejde do vyhnanství a Rhodes je po souboji částečně ochrnutý, neboť byl neúmyslně sestřelen Visionem.
Stark objeví důkaz, že na Barnese vše narafičil Zemo, a přesvědčí uvězněného Wilsona, aby mu prozradil, kam Rogers míří. Aniž by to řekl Rossovi, sám se vydá na sibiřskou základnu Hydry, kde uzavře s Rogersem a Barnesem příměří. Neví však, že je sledoval i T'Challa. V zařízení Hydry zjistí, že ostatní supervojáky zabil Zemo, který jim následně ukáže archivní záběry. Ty odhalí, že při misi v roce 1991 zabil Barnes Starkovy rodiče. Tony se rozzuří, protože Steve to taky věděl, a obrátí se proti nim. V souboji zničí Barnesovu robotickou ruku, Rogerse zraní a ten mu naopak poničí ironmanovský oblek. Steve, který nechá svůj štít na místě, společně s Buckym následně opět zmizí. Zemo je spokojený, že takto nenapravitelně rozdělil tým Avengers, který viní ze smrti své rodiny v Sokovii, a pokusí se o sebevraždu. V ní mu ale zabrání T'Challa, jenž ho přenechá úřadům.
Tony Stark poskytne Rhodesovi exoskelet, který mu umožní opět chodit. Rogers pomůže svým spojencům a dostane je z vězení ven. Barnes využije azyl ve Wakandě, nabídnutý králem T'Challou, kde se nechá uvést do kryogenického spánku. Probuzen má být až poté, co bude nalezen lék na jeho vymytý mozek. Peter Parker se vrátí do New Yorku, kde ve svém pokoji zkouší nové udělátko – zařízení na pavučiny s logem Spider-Mana.

## Obsazení

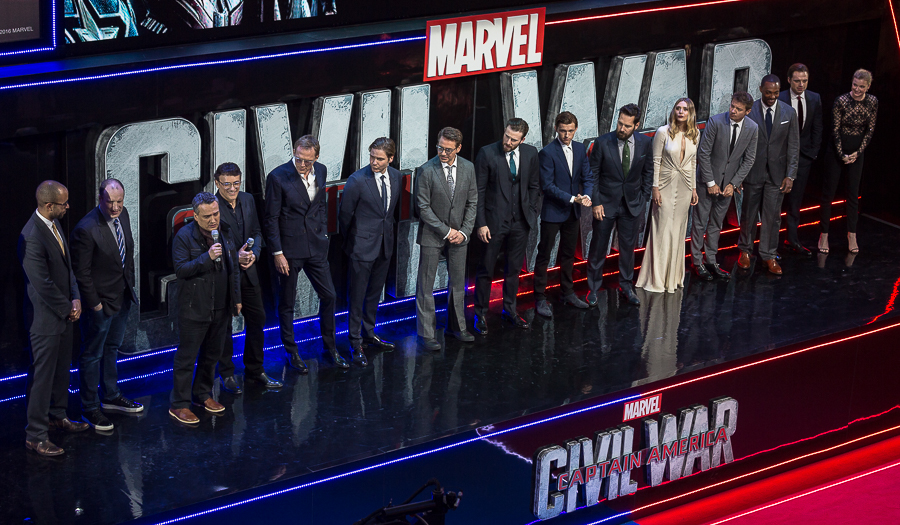
Herci a členové štábu filmu Captain America: Občanská válka na londýnské premiéře. Zleva: producenti Nate Moore a Feige, režiséři Russoové, Bettany, Brühl, Downey, Evans, Holland, Rudd, Olsenová, Renner, Mackie, Stan a VanCampová

- Chris Evans (český dabing: Libor Bouček) jako Steve Rogers / Kapitán Amerika (v originále Captain America)
- Robert Downey Jr. (český dabing: Aleš Procházka) jako Tony Stark / Iron Man
- Scarlett Johanssonová (český dabing: Jitka Špiková Moučková) jako Nataša Romanovová / Black Widow (v originále Natasha Romanoff)
- Sebastian Stan (český dabing: Filip Jančík) jako James „Bucky“ Barnes / Winter Soldier
- Anthony Mackie (český dabing: Michal Holán) jako Sam Wilson / Falcon
- Don Cheadle (český dabing: Jan Čenský) jako plukovník James „Rhodey“ Rhodes / War Machine
- Jeremy Renner (český dabing: Pavel Tesař) jako Clint Barton / Hawkeye
- Chadwick Boseman (český dabing: Filip Čapka) jako T'Challa / Black Panther
- Paul Bettany (český dabing: Radek Valenta) jako Vision
- Elizabeth Olsenová (český dabing: Helena Dvořáková) jako Wanda Maximovová (v originále Wanda Maximoff)
- Paul Rudd (český dabing: Dalibor Gondík) jako Scott Lang / Ant-Man
- Emily VanCampová (český dabing: Jolana Haan Smyčková) jako Sharon Carterová
- Marisa Tomeiová (český dabing: Miroslava Pleštilová) jako May Parkerová
- Tom Holland (český dabing: Adam Mišík) jako Peter Parker / Spider-Man
- Frank Grillo (český dabing: Marek Holý) jako Brock Rumlow
- Martin Freeman (český dabing: Roman Štabrňák) jako Everett K. Ross
- William Hurt (český dabing: Jiří Štěpnička) jako ministr Thaddeus „Thunderbolt“ Ross
- Daniel Brühl (český dabing: Jakub Wehrenberg) jako plukovník Helmut Zemo

V dalších rolích se představili také John Slattery (Howard Stark), Hope Davisová (Maria Starková), Kerry Condonová (hlas F.R.I.D.A.Y.), John Kani (T'Chaka), Florence Kasumbová (Ayo) a Alfre Woodardová (Miriam Sharpeová). V cameo rolích se ve filmu objevili i Joe Russo (Theo Broussard), Damion Poitier (Rumlowův žoldák) a Stan Lee (doručovatel FedExu).

## Produkce

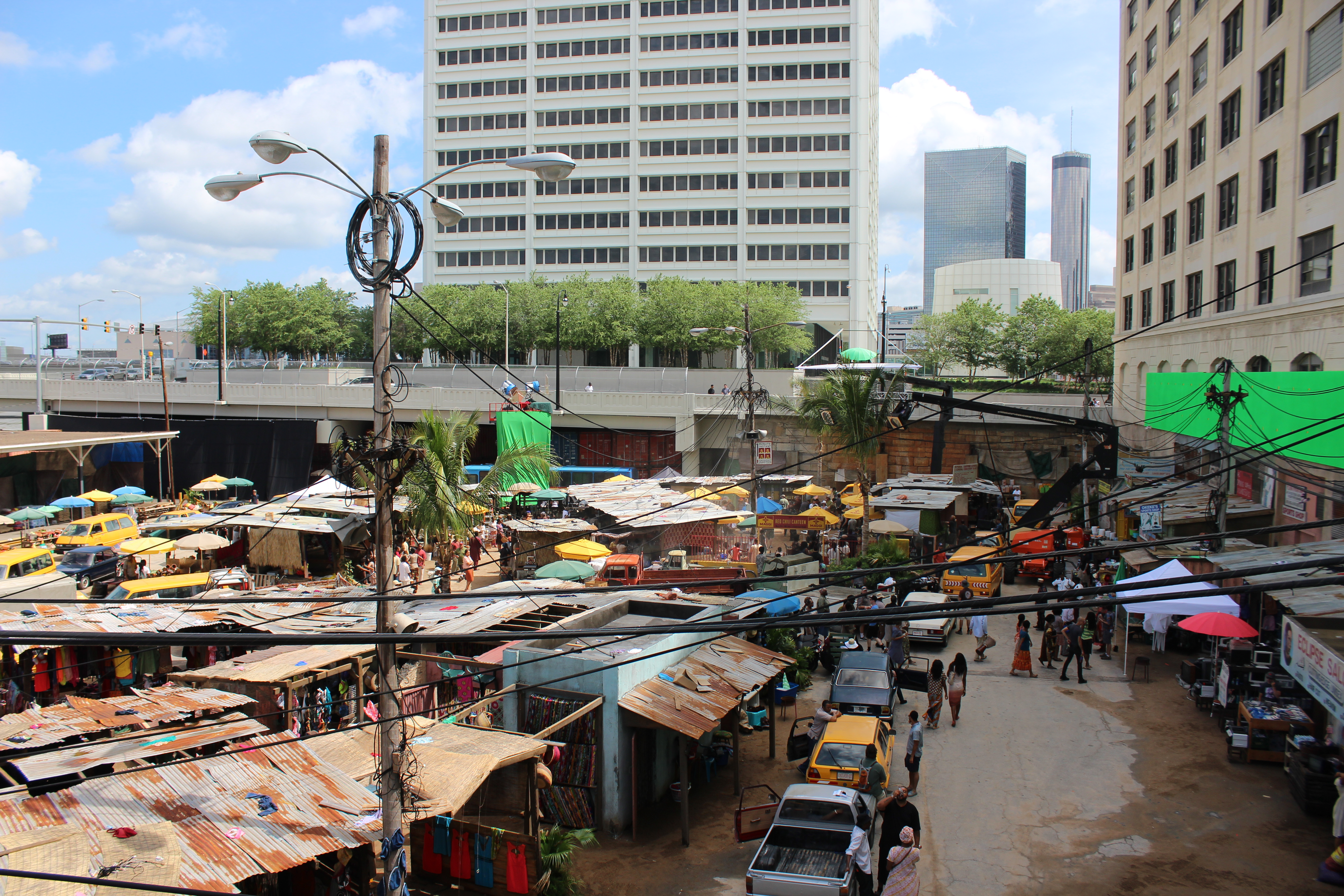
Natáčení filmu v Atlantě

Na scénáři třetího filmu s Chrisem Evansem jako Kapitánem Amerikou začali Christopher Markus a Stephen McFeely pracovat na konci roku 2013. Režisérská bratrská dvojice Anthony a Joe Russoovi se do projektu zapojila v únoru 2014 po úspěšných testovacích projekcích právě dokončovaného snímku Captain America: Návrat prvního Avengera, jehož scenáristy byli rovněž Markus a McFeely. Joe Russo popsal připravovaný snímek jako tematické pokračování Návratu prvního Avengera s tématem Winter Soldiera a přátelství mezi Rogersem a Barnesem. Zároveň měl obsahovat politická témata blízká Kapitánu Amerikovi. Autoři také uvedli, že by chtěli vytvořit film, který by byl tvořen směsicí prvního i druhého dílu a Russoovi jej připodobnili k psychologickému thrilleru, ovlivněného snímky Sedm, Fargo, Kmotr a dále westerny a také filmy Briana De Palmy. Rovněž uvedli, že velká část snímku má být i odlehčeného rázu.
V dubnu 2014 oznámilo Marvel Studios, že třetí film o Kapitánu Amerikovi bude uveden do kin 6. května 2016. Na konci října 2014 byl oznámen návrat Sebastiana Stana v roli Buckyho Barnese a o několik dní později i obsazení Roberta Downeyho Jr. do role Tonyho Starka, Chadwicka Bosemana do role Black Panthera (ještě před jeho vlastním sólovým filmem) a také definitivní název filmu, jehož příběh je inspirován motivy Millarova komiksu Civil War z let 2006–2007. Producent Kevin Feige zároveň oznámil, že Občanská válka bude prvním snímkem tzv. třetí fáze série Marvel Cinematic Universe. Během podzimu a zimy byla obsazena většina hlavních rolí, některé postavy však dostaly své herce až na jaře. Jako poslední to byl Tom Holland, který byl do role Petera Parkera obsazen až v červnu 2015, protože nebylo do té doby jasné, zda se Spider-Man ve filmu vůbec objeví, neboť dokončeny smlouvy se studiem Sony Pictures Entertainment, které drží filmová práva tuto postavu.
Natáčení snímku s rozpočtem 250 milionů dolarů probíhalo od dubna do srpna 2015. Dotáčky byly provedeny na konci ledna 2016.

## Vydání
Světová premiéra filmu Captain America: Občanská válka proběhla v hollywoodském kině Dolby Theatre 12. dubna 2016. Do kin byl uváděn od 27. dubna téhož roku, přičemž v ČR se v kinodistribuci objevil 5. května a v USA 6. května 2016.

## Přijetí

### Tržby
V Severní Americe, kde byl promítán v 4226 kinech, utržil snímek 408 084 349 dolarů, v ostatních zemích dalších 745 220 146 dolarů. Celosvětové tržby tak dosáhly 1 153 304 495 dolarů. Během úvodního víkendu utržil v Severní Americe přes 179 milionů dolarů, což byl pátý nejvyšší zisk historie, třetí nejúspěšnější start pro film ze série Marvel Cinematic Universe a nejúspěšnější v sérii o Kapitánu Amerikovi.
V České republice byl film uveden distribuční společností Falcon ve 104 kinech. Za první víkend snímek utržil 13,8 milionů korun při návštěvnosti 92 120 diváků, celkově 33,9 milionů korun při návštěvnosti 227 728 diváků.

### Filmová kritika
Server Kinobox.cz na základě vyhodnocení 27 recenzí z českých internetových stránek ohodnotil film Captain America: Občanská válka 78 %. Server Rotten Tomatoes udělil snímku známku 7,6/10 a to na základě 342 recenzí (z toho 309 jich bylo spokojených, tj. 90 %). Od serveru Metacritic získal film, podle 52 recenzí, celkem 75 ze 100 bodů.

### Ocenění
| Rok  | Ocenění                    | Kategorie                                     | Nominovaný | Výsledek  | Zdroje        |
| ---- | -------------------------- | --------------------------------------------- | --- | --------- | ------------- |
| 2016 | Teen Choice Awards         | Nejlepší film: fantasy/sci-fi                 | Captain America: Občanská válka | vítězství | [ 29 ] [ 30 ] |
| 2016 | Teen Choice Awards         | Nejlepší filmový herec: fantasy/sci-fi        | Chris Evans | vítězství | [ 29 ] [ 30 ] |
| 2016 | Teen Choice Awards         | Nejlepší filmový herec: fantasy/sci-fi        | Robert Downey Jr. | nominace  | [ 29 ] [ 30 ] |
| 2016 | Teen Choice Awards         | Nejlepší filmová herečka: fantasy/sci-fi      | Scarlett Johanssonová | nominace  | [ 29 ] [ 30 ] |
| 2016 | Teen Choice Awards         | Nejlepší filmová chemie                       | Robert Downey Jr., Scarlett Johanssonová, Don Cheadle, Paul Bettany a Chadwick Boseman                                              | nominace  | [ 29 ] [ 30 ] |
| 2016 | Teen Choice Awards         | Nejlepší filmová chemie                       | Chris Evans, Sebastian Stan, Anthony Mackie, Elizabeth Olsenová a Jeremy Renner                                                     | nominace  | [ 29 ] [ 30 ] |
| 2016 | Teen Choice Awards         | Nejlepší filmový polibek                      | Chris Evans a Emily VanCampová | nominace  | [ 29 ] [ 30 ] |
| 2016 | Teen Choice Awards         | Nejlepší filmový zloduch                      | Daniel Brühl | nominace  | [ 29 ] [ 30 ] |
| 2016 | Teen Choice Awards         | Nejlepší filmový zloděj scén                  | Chadwick Boseman | nominace  | [ 29 ] [ 30 ] |
| 2016 | Teen Choice Awards         | Nejlepší filmový zloděj scén                  | Tom Holland | nominace  | [ 29 ] [ 30 ] |
| 2016 | Critics' Choice Awards     | Nejlepší akční film                           | Captain America: Občanská válka | nominace  | [ 31 ]        |
| 2016 | Critics' Choice Awards     | Nejlepší herec v akčním filmu                 | Chris Evans | nominace  | [ 31 ]        |
| 2016 | Critics' Choice Awards     | Nejlepší herečka v akčním filmu               | Scarlett Johanssonová | nominace  | [ 31 ]        |
| 2017 | People's Choice Awards     | Nejlepší film                                 | Captain America: Občanská válka | nominace  | [ 32 ]        |
| 2017 | People's Choice Awards     | Nejlepší akční film                           | Captain America: Občanská válka | nominace  | [ 32 ]        |
| 2017 | People's Choice Awards     | Nejlepší filmový herec                        | Robert Downey Jr. | nominace  | [ 32 ]        |
| 2017 | People's Choice Awards     | Nejlepší filmová herečka                      | Scarlett Johanssonová | nominace  | [ 32 ]        |
| 2017 | People's Choice Awards     | Nejlepší filmový herec v akčním filmu         | Chris Evans | nominace  | [ 32 ]        |
| 2017 | People's Choice Awards     | Nejlepší filmový herec v akčním filmu         | Robert Downey Jr. | vítězství | [ 32 ]        |
| 2017 | People's Choice Awards     | Nejlepší filmová herečka v akčním filmu       | Scarlett Johanssonová | nominace  | [ 32 ]        |
| 2017 | Screen Actors Guild Awards | Nejlepší výkon kaskadérského souboru ve filmu | Captain America: Občanská válka | nominace  | [ 33 ]        |
| 2017 | Kids' Choice Awards        | Nejoblíbenější film                           | Captain America: Občanská válka | nominace  | [ 34 ] [ 35 ] |
| 2017 | Kids' Choice Awards        | Nejoblíbenější filmový herec                  | Robert Downey Jr. | nominace  | [ 34 ] [ 35 ] |
| 2017 | Kids' Choice Awards        | Nejoblíbenější filmový herec                  | Chris Evans | nominace  | [ 34 ] [ 35 ] |
| 2017 | Kids' Choice Awards        | Nejoblíbenější filmová herečka                | Scarlett Johanssonová | nominace  | [ 34 ] [ 35 ] |
| 2017 | Kids' Choice Awards        | Nejoblíbenější nakopávač zadků                | Chris Evans | vítězství | [ 34 ] [ 35 ] |
| 2017 | Kids' Choice Awards        | Nejoblíbenější nakopávač zadků                | Scarlett Johanssonová | nominace  | [ 34 ] [ 35 ] |
| 2017 | Kids' Choice Awards        | Nejoblíbenější nepřátelé                      | Chris Evans a Robert Downey Jr. | nominace  | [ 34 ] [ 35 ] |
| 2017 | Kids' Choice Awards        | Nejoblíbenější skupina                        | Chris Evans, Robert Downey Jr., Scarlett Johanssonová, Sebastian Stan, Anthony Mackie, Don Cheadle, Jeremy Renner, Chadwick Boseman | nominace  | [ 34 ] [ 35 ] |
| 2017 | Saturn Awards              | Nejlepší film inspirovaný komiksem            | Captain America: Občanská válka | nominace  | [ 36 ] [ 37 ] |
| 2017 | Saturn Awards              | Nejlepší režie                                | Anthony a Joe Russoovi | nominace  | [ 36 ] [ 37 ] |
| 2017 | Saturn Awards              | Nejlepší filmový herec                        | Chris Evans | nominace  | [ 36 ] [ 37 ] |
| 2017 | Saturn Awards              | Nejlepší filmový herec ve vedlejší roli       | Chadwick Boseman | nominace  | [ 36 ] [ 37 ] |
| 2017 | Saturn Awards              | Nejlepší filmová herečka ve vedlejší roli     | Scarlett Johanssonová | nominace  | [ 36 ] [ 37 ] |
| 2017 | Saturn Awards              | Nejlepší mladý herec ve filmu                 | Tom Holland | vítězství | [ 36 ] [ 37 ] |
| 2017 | Saturn Awards              | Nejlepší střih                                | Jeffrey Ford a Matthew Schmidt | nominace  | [ 36 ] [ 37 ] |
| 2017 | Saturn Awards              | Nejlepší výprava                              | Owen Paterson | nominace  | [ 36 ] [ 37 ] |

### Navazující filmy
Producent Kevin Feige uvedl, že Občanská válka je vyvrcholením trilogie o Kapitánu Amerikovi, která začala snímkem První Avenger v roce 2011. Jednalo se také o poslední samostatný film, na který měl Chris Evans se studiem Marvel Studios uzavřenou smlouvu. Jako Kapitán Amerika se však objevil ještě ve dvou týmových filmech o Avengers (Avengers: Infinity War a Avengers: Endgame) a zároveň nevyloučil jednání o dalším kontraktu pro následující roky.